# Номер один (газета)
«Номер один» — українська газета. Виходить у Тернополі щосереди з 5 жовтня 2005 року як обласне видання. 
Тираж станом на 1 березня 2019 року становив 24 025 примірників. Газета розповсюджується в Тернополі та всіх 16 районних центрах області, спрямована на міське населення.

## Відомості
«Номер один» складається з 24 сторінок формату А3 (1, 2, 23, 24 — повноколірний офсет) і містить такі рубрики як «Факти за тиждень» (місцеві новини, новини України, новини сусідніх регіонів, релігійні новини, спорт), «Резонанс», «Справа №…» (кримінальні події), «Політична трибуна», «Тернопільська мозаїка», «Підприємницька сторінка» (пізнавальна інформація для представників малого і середнього бізнесу), «Тернопільська прописка» (знайомство з тернополянами у фото і коротких розповідях), «Здоров'я», «Подорожі та відпочинок», «Споживач» (тестування товарів і послуг), «За кавою» (розважальна інформація), «Скандал», «Думки вголос» (листи читачів, опитування), «Персона» (інтерв'ю з відомими людьми).
Газета «У кожну скриньку» виходить щовівторка з 15 грудня 2006 року як безкоштовне видання в кожну поштову скриньку міста Тернополя. Її тираж становить 100 000 примірників. На 4 сторінках формату А3 (1-ша і 4-та — повноколірні) є новини із життя міста, корисна інформація, реклама та стрічкові оголошення, а також анонси газети «Номер один».

## Колектив редакції

### Редактори
| Прізвище, ім'я   | Фах, посада                  | Роки праці | Фото |
| Тетяна Вербицька | співзасновник і шеф-редактор | від 2005   |      |
| Володимир Кузик  | головний редактор            | 2005—2007  |      |
| Віталій Попович  | головний редактор            | від 2007   |      |

| Прізвище, ім'я      | Фах, посада          | Роки праці | Фото |
| ------------------- | -------------------- | ---------- | ---- |
| Ушакова Вікторія    | журналіст            | від 2018   |      |
| Войцеховська Ольга  | заступник директора  | від 2015   |      |
| Молодечкін Валентин | дизайнер-верстальник | від 2014   |      |
| Новацький Микола    | верстальник          | від 2008   |      |

#### Працювали
| Прізвище, ім'я   | Фах, посада | Роки праці | Фото |
| Гарасимів Зоряна | журналіст   | 2009-2017  |      |
| Колеснік Тетяна  | журналіст   | 2015-2018  |      |